# Christopher Kas
Christopher Kas (Trostberg, 13 juni 1980) is een Duitse tennisser die in 2001 prof werd. Hij is voornamelijk actief in het herendubbel.

## Palmares
| Legenda                       | Legenda               |
| ----------------------------- | --------------------- |
| Grand Slam                    |                       |
| Olympische Spelen             |                       |
| tot 2009                      | vanaf 2009            |
| Tennis Masters Cup            | ATP Finals            |
| ATP Masters Series            | ATP Tour Masters 1000 |
| ATP International Series Gold | ATP Tour 500          |
| ATP International Series      | ATP Tour 250          |

### Dubbelspel
| Nr.                              | Datum             | Toernooi        | Ondergrond    | Partner               | Tegenstanders in finale        | Score       |         |
| -------------------------------- | ----------------- | --------------- | ------------- | --------------------- | ------------------------------ | ----------- | ------- |
| gewonnen finales herendubbel     |                   |                 |               |                       |                                |             |         |
| 1.                               | 13 juli 2008      | ATP Stuttgart   | Gravel        | Philipp Kohlschreiber | Michael Berrer Mischa Zverev   | 6-3, 6-4    | details |
| 2.                               | 14 juni 2009      | ATP Halle       | Gras          | Philipp Kohlschreiber | Andreas Beck Marco Chiudinelli | 6-3, 6-4    | details |
| 3.                               | 3 oktober 2010    | ATP Bangkok     | Hardcourt (i) | Viktor Troicki        | Jonathan Erlich Jürgen Melzer  | 6-4, 6-4    | details |
| Nr.                              | Datum             | Toernooi        | Ondergrond    | Partner               | Tegenstanders in finale        | Score       |         |
| verloren finales herendubbel     |                   |                 |               |                       |                                |             |         |
| 1.                               | 6 januari 2012    | ATP Doha        | Hardcourt     | Philipp Kohlschreiber | Filip Polášek Lukáš Rosol      | 3-6, 4-6    | details |
| gewonnen challengers herendubbel |                   |                 |               |                       |                                |             |         |
| 1.                               | 8 september 2002  | Brașov          |               |                       |                                |             |         |
| 2.                               | 25 september 2002 | Sofia           |               |                       |                                |             |         |
| 3.                               | 22 augustus 2004  | Mönchengladbach |               |                       |                                |             |         |
| 4.                               | 21 november 2004  | Eckental        |               |                       |                                |             |         |
| 5.                               | 12 december 2004  | Ischgl          |               |                       |                                |             |         |
| 6.                               | 22 mei 2005       | Dresden         |               |                       |                                |             |         |
| 7.                               | 9 oktober 2005    | Bergen          | Tapijt (i)    | Philipp Petzschner    | Tomáš Cibulec Tom Vanhoudt     | 7-6(4), 6-2 |         |

## Resultaten grandslamtoernooien
| Legenda | Legenda                          |
| ------- | -------------------------------- |
| g.t.    | geen toernooi gehouden           |
| l.c.    | lagere categorie                 |
| –       | niet deelgenomen                 |
| G       | uitgeschakeld in de groepsfase   |
| 1R      | uitgeschakeld in de eerste ronde |
| 2R      | uitgeschakeld in de tweede ronde |
| 3R      | uitgeschakeld in de derde ronde  |
| 4R      | uitgeschakeld in de vierde ronde |
| KF      | uitgeschakeld in de kwartfinale  |
| HF      | uitgeschakeld in de halve finale |
| F       | de finale verloren               |
| W       | het toernooi gewonnen            |
| w-v     | winst/verlies-balans             |

### Mannendubbelspel
Bijgewerkt tot 30 januari 2013
| Toernooi        | 2006 | 2007 | 2008 | 2009 | 2010 | 2011 | 2012 | 2013 |
| --------------- | ---- | ---- | ---- | ---- | ---- | ---- | ---- | ---- |
| Australian Open | –    | 1R   | 3R   | 2R   | 1R   | 1R   | KF   | 1R   |
| Roland Garros   | 1R   | 1R   | 2R   | 3R   | 1R   | 3R   | 2R   |      |
| Wimbledon       | 1R   | 3F   | 3R   | 3R   | 1R   | HF   | 2R   |      |
| US Open         | 2R   | 1R   | KF   | 1R   | 3R   | 1R   | 1R   |      |